# 婆罗洲的猪笼草属植物
《婆罗洲的猪笼草属植物》（Nepenthes of Borneo）是查尔斯·克拉克所著的关于婆罗洲的猪笼草属食虫植物的专著。该书于1997年由自然历史出版社首次出版，又于2006年再版。查尔斯·克拉克将其描述为“着重于生态学的专著”。

## 主要内容
该书详细的描述了31个物种。还包括了2个“未描述和未完全鉴定的类群”：“Nepenthes sp. A”（可能是暗色猪笼草（N. fusca）的一个变型）和“Nepenthes sp. B”（之后被描述为胡瑞尔猪笼草（N. hurrelliana））。及6个被归入“疑似物种和错误记录”下的类群：翼状猪笼草（N. alata）、裸瓶猪笼草（N. gymnamphora）、麦克法兰猪笼草（N. macfarlanei）和大猪笼草（N. maxima）（这些类群都未出现于婆罗洲）；长猪笼草（N. sp. "elegance"，当时被认为是莱佛士猪笼草（N. rafflesiana）的一个变种，之后被查尔斯·克拉克及其同事描述为巴兰猪笼草（N. baramensis），之后又被视作赫姆斯利猪笼草（N. hemsleyana））；忽视猪笼草（N. neglecta，查尔斯·克拉克认为这是小猪笼草（N. gracilis）与奇异猪笼草（N. mirabilis）的自然杂交种，即沙礼花－哈萨猪笼草（N. × sharifah-hapsahii））。该专著也包含了16个自然杂交种的简短描述。
《婆罗洲的猪笼草属植物》所采用的分类法几乎与马修·杰布和马丁·奇克1997年的专著《猪笼草属（猪笼草科）的框架性修订》中的分类法一致。查尔斯·克拉克仅修改了两处：将婆罗洲猪笼草（N. borneensis）视为博世猪笼草（N. boschiana）的同物异名及将法萨猪笼草（N. faizaliana）视为一个独立的物种。
在书的序言中，查尔斯·克拉克写道：
|  | 我的目标是使之与第一手的植物生态方面研究报告相呼应，这些报告中的一部分是基于1989年至1990年我在文莱的实地研究。这些信息旨在补充最近由马修·杰布和马丁·奇克所作出的分类学修订。 |

## 所述物种
该书共介绍了31个有效物种。
1. 白环猪笼草
N. albomarginata
2. 苹果猪笼草
N. ampullaria
3. 二齿猪笼草
N. bicalcarata
4. 博世猪笼草
N. boschiana
5. 豹斑猪笼草
N. burbidgeae
6. 风铃猪笼草
N. campanulata
7. 圆盾猪笼草
N. clipeata
8. 爱德华猪笼草
N. diatas
9. 鞍型猪笼草
N. ephippiata
10. 法萨猪笼草
N. faizaliana
11. 暗色猪笼草
N. fusca
12. 小猪笼草
N. gracilis
13. 刚毛猪笼草
N. hirsuta
14. 粗毛猪笼草
N. hispida
15. 劳氏猪笼草
N. lowii
16. 大叶猪笼草
N. macrophylla
17. 大型平庸猪笼草
N. macrovulgaris
18. 马达加斯加猪笼草
N. madagascariensis
19. 奇异猪笼草
N. mirabilis
20. 柔毛猪笼草
N. mollis
21. 姆鲁山猪笼草
N. muluensis
22. 毛律山猪笼草
N. murudensis
23. 诺斯猪笼草
N. northiana
24. 细毛猪笼草
N. pilosa
25. 莱佛士猪笼草
N. rafflesiana
26. 马来王猪笼草
N. rajah
27. 两眼猪笼草
N. reinwardtiana
28. 窄叶猪笼草
N. stenophylla
29. 毛盖猪笼草
N. tentaculata
30. 维奇猪笼草
N. veitchii
31. 长毛猪笼草
N. villosa

疑似物种及错误记录
1. 翼状猪笼草
N. alata
2. 长猪笼草
N. sp. "elegance" ，赫姆斯利猪笼草
3. 裸瓶猪笼草
N. gymnamphora
4. 麦克法兰猪笼草
N. macfarlanei
5. 大猪笼草
N. maxima
6. 忽视猪笼草
N. neglecta

未描述及未完全鉴定的类群
1. N. sp. A
（？暗色猪笼草）
2. N. sp. B
（？胡瑞尔猪笼草）

## 同行评议
巴里·赖斯在1998年12月的《食虫植物通讯》中对该书进行了评述。他将该作品描述为一本“主题优质，内容扎实的”著作。巴里·赖斯对其中原生地的照片称赞有加，并写道：“书中的内容真的非常的有吸引力，与其他关于食虫植物的书籍不同，它更着重于猪笼草原生地方面的内容。”
米罗斯拉夫·霍勒布和Zdeněk Žáček在1998年的《Trifid》及马丁·斯保斯塔在2008年的《Trifid》中分别对该书进行了评述。